# Бартхолд II фон Бюрен
Бартхолд II фон Бюрен (на немски: Barthold II von Büren; † 1286/1287) е благородник от род „фон Бюрен“, господар на Бюрен и фогт на Бьодекен във Вестфалия.

## Произход
Той е по-малкият син на Бартхолд I фон Бюрен († 1281), фогт на Бьодекен, и съпругата му Аделхайд фон Арнсберг († 1271), дъщеря на граф Хайнрих II фон Арнсберг († сл. 1207/1217) и Ерменгарда фон Соест. Внук е на Детмар II фон Бюрен († 1221/1234) и потомък на Вихман цу Понте († 900).
Господарите фон Бюрен построяват ок. 1150 г. замък и през 1195 г. основават град Бюрен във Вестфалия. Те са една могъща благородническа фамилия в княжеското епископство Падерборн.

## Фамилия
Бартхолд II фон Бюрен се жени за Ермгард фон Бройч/Бройх († сл. 1312), дъщеря на Буркхард III фон Бройч/Бройх († сл. 1251) и Агнес фон Алтена-Изенбер († сл. 1274), дъщеря на граф Фридрих II фон Алтена-Изенберг († 1226) и графиня София фон Лимбург († 1226/1227), дъщеря на херцог Валрам IV фон Лимбург и Кунигунда Лотарингска. Tе имат децата:
- Агнес фон Бюрен († сл. 10 март 1316), омъжена за рицар Буркхард фон дер Асебург († 1316/1317)
- Буркард фон Бюрен († сл. 1271)
- Лиутгард фон Бюрен († сл. 1336)
- Ирмгард фон Бюрен († сл. 1303)
- Аделхайд фон Бюрен († сл. 1271)
- Бартхолд III фон Бюрен /VII (* сл. 1271; † 1317), женен за София фон Билщайн († 1332), дъщеря на Йохан I фон Билщайн и Юта фон Рененберг († сл. 1297); имат пет деца
- Хайнрих фон Бюрен († сл. 1315)
- Гезека фон Бюрен, омъжена за Йохан фон Хакстхаузен